# Coelichneumon rufiventris
Coelichneumon rufiventris là một loài tò vò trong họ Ichneumonidae.